# Joshua Pim
Joshua Francis Pim (Bray, 20 maggio 1869 – Killiney, 15 aprile 1942) è stato un tennista irlandese, due volte vincitore del Torneo di Wimbledon in singolare, e altrettante in doppio.
I success in singolare sono datati 1893 e 1894, avendo la meglio in finale in entrambi i casi su Wilfred Baddeley. Pim non difese il titolo nel 1895.
In doppio vinse in coppia con Frank Stoker nel 1890  (contro George Hillyard e Ernest Lewis) e nel 1893 (ancora contro  Lewis, e Harry Barlow).
Oltre ai quattro successi complessivi, sull'erba londinese vanta tre finali: in singolare perse due volte (1891 e 1892) contro Wilfred Baddeley; con Stoker in doppio fu sconfitto nel 1891 dallo stesso Wilfred Baddeley e dal fratello Herbert.